# Hans-Jürgen Diller
Hans-Jürgen Diller (* 1. Januar 1934 in Hamburg) ist ein deutscher Anglist, Mediävist und Hochschullehrer.

## Leben und Wirken
Hans-Jürgen Diller, ein Sohn des Klassischen Philologen Hans Diller, studierte Anglistik und Romanistik an der Christian-Albrechts-Universität zu Kiel, der Universität München, der Wesleyan University und der Universität der Franche-Comté in Besançon. Nach dem 1958 absolvierten ersten Staatsexamen für den höheren Schuldienst promovierte er 1963 an der Universität München über "Aspekte der poetischen Technik Lord Byrons". Seit 1960 war er als wissenschaftlicher Assistent tätig, zunächst an der Universität Erlangen, ab 1966 an der Universität Göttingen. Dort habilitierte er sich 1968 für das Fach Englische Philologie. Ab 1968 hatte Diller dann eine Professur an der Universität Gießen inne, 1973 wechselte er auf eine Professur an der Ruhr-Universität Bochum. Dort lehrte er bis zu seiner Emeritierung im Jahre 1999.
Diller beschäftigt sich vor allem mit der mittelalterlichen englischen Literatur und ihrer Rezeption, außerdem mit Metrik und Stilistik.

## Veröffentlichungen (Auswahl)
- Redeformen des englischen Misterienspiels. Fink, München 1973 (= Habilitationsschrift Universität Göttingen) (engl. Übers. erschien u.d.T. "The Middle English mystery play. A study in dramatic speech and form". Cambridge University Press, Cambridge 1992, ISBN 0-521-32062-3).
- Das mittelalterliche Drama von den Misterien- und Mirakelspielen zu den Moralitäten. In: Josefa Nünning (Hrsg.): Das englische Drama. Wissenschaftliche Buchgesellschaft, Darmstadt 1973, S. 1–66, ISBN 3-534-04775-3.
- (mit Joachim Kornelius): Linguistische Probleme der Übersetzung (= Anglistische Arbeitshefte, Bd. 19). Niemeyer, Tübingen 1978, ISBN 3-484-40078-1.
- Metrik und Verslehre (= Studienreihe Englisch, Bd. 18). Bagel, Düsseldorf 1978, ISBN 3-7720-1235-3.
- Der Beitrag des russischen Formalismus zur Versbeschreibung. Westdeutscher Verlag, Opladen 1982, ISBN 3-531-03149-X.
- Mediävistik und Theaterwissenschaft. Das Beispiel England. In: Bea Lundt/Helma Reimöller (Hrsg.): Von Aufbruch und Utopie. Perspektiven einer neuen Gesellschaftsgeschichte des Mittelalters. Für und mit Ferdinand Seibt aus Anlaß seines 65. Geburtstages. Böhlau, Köln 1992, S. 285–301, ISBN 3-412-10891-X.
- Zwischen Sünde und Selbstbestimmung. Gewalt und Selbstmord im Tudor-Drama. In: Hans-Jürgen Diller (Hrsg.): Gewalt im Drama und auf der Bühne. Festschrift für Günter Ahrends zum 60. Geburtstag. Narr, Tübingen 1998, S. 13–30, ISBN 3-8233-5186-9.
- (Hrsg., mit Manfred Görlach): Towards a history of English as a history of genres (= Anglistische Forschungen, Bd. 298). Winter, Heidelberg 2001, ISBN 3-8253-1240-2.
- Words for feelings. Studies in the history of the English emotion lexicon (= Anglistische Forschungen, Bd. 446). Winter, Heidelberg 2014, ISBN 3-8253-6359-7.

Außerdem veröffentlichte Diller zahlreiche Aufsätze in Fachzeitschriften und gab zahlreiche Bände der Schriftenreihe "Anglistik & Englischunterricht" heraus.
Festschrift
- Günter Ahrends (Hrsg.): Word and action in drama. Studies in honour of Hans-Jürgen Diller on the occasion of his 60th birthday. Wissenschaftlicher Verlag, Trier 1994, ISBN 3-88476-091-2 (Bibliographie Hans-Jürgen Diller, S. 239–253).